# Yohann Sangaré
Pour les articles homonymes, voir Sangaré.
Yohann Sangare, né le 5 avril 1983 à Poissy, est un joueur français de basket-ball, évoluant au poste de meneur (1,93 m).

## Biographie

### Carrière sportive
Il débute dans un grand club de la région parisienne, à Bouffémont, puis continue ses années de minimes à l'Olympique Sannois Saint-Gratien.
À 15 ans, il part aux États-Unis pour allier sport et cours.
En 2001, au moment de renouveler son visa pour les États-Unis, les attentats du 11 septembre 2001 ont lieu et il ne peut y retourner.
Il part donc au Sénégal dans la Babacar Sy BasketBall School (BSBS) et y obtient l'équivalence du baccalauréat.
Après un an au Sénégal, il rejoint l'Espagne où il joue en deuxième division.
Puis en 2004, il revient en France et joue à l'ASVEL. Après un peu plus de trois saisons dans ce club, il rejoint l'Italie et évolue au sein du club de Milan. Lors de cette saison, il dispute en moyenne un peu plus de 11 minutes et produit des statistiques de 3,0 points, 1,2 rebond et 0,8 passe. La saison suivante, il évolue pour l'équipe de Carife Ferrara, toujours en Lega A, et termine avec 5,4 points, 2,4 rebonds et 1 passe.
Il fait ensuite son retour en France, évoluant avec le club du STB Le Havre puis de l'Orléans Loiret Basket. En juin 2012, il signe pour la nouvelle saison avec la Chorale Roanne Basket. Relégué en Pro B avec le club de la Loire, Sangaré s'engage en juin 2014 avec l'ASVEL Lyon-Villeurbanne pour trois ans, club qu'il avait quitté en 2008.
Le 11 août 2015, à 32 ans, il décide de mettre un terme à sa carrière.

### Carrière de dirigeant
En janvier 2018, à la suite de l'éviction de J.D. Jackson, Yohann Sangaré devient General Manager de l'ASVEL.

### Autres activités
Engagé dans la cause humanitaire, il est également vice-président de l'association caritative Giving Back, qui est à l'origine de nombreux projet humanitaires et sportifs en Afrique de l'Ouest.

## Carrière
Club
- 2001-2002 :  Grupo AZ Ferrol (LEB-2)
- 2002-2003 :  Forum Valladolid (Liga ACB) /  Melilla Baloncesto (LEB)
- 2003-2004 :  UB La Palma (LEB)
- mars 2004-2008 :  ASVEL Villeurbanne (Pro A)
- 2008-2009 :  Armani Jeans Milano (Lega A)
- 2009-2010 :  Carife Ferrara (Lega A)
- 2010-2011 :  STB Le Havre (Pro A)
- 2011-2012 :  Orléans Loiret Basket (Pro A)
- 2012-2014 :  Chorale Roanne Basket (Pro A)
- 2014-2015 :  ASVEL Lyon-Villeurbanne (Pro A)

Internationale
- Il a fait, en 2006, plusieurs apparitions avec l'équipe de France A'.
- Il a participé, en 2007, à la campagne européenne de l'équipe de France A.

## Palmarès
- Vainqueur de la finale de Coupe de France 2007-2008
- Participation au All-Star Game français : 2005, 2006, 2007